# Глюкозо-аланіновий цикл

Глюкозо-аланіновий цикл і цикл Корі

Глюкозо-аланіновий цикл, також просто аланіновий цикл або цикл Кехіла — серія реакцій, під час яких аміногрупи і карбон із м'язів транспортуються до печінки. Він дещо схожий на цикл Корі у кругообігу поживних речовин між скелетними м'язами та печінкою. Коли м'язи розщеплюють амінокислоти для енергетичних потреб, утворений азот перетворюється на піруват з утворенням аланіну. Це виконується ферментом аланінтрансамінази (ALT), який перетворює L-глутамат і піруват на α-кетоглутарат і L-аланін. Отриманий L-аланін транспортується до печінки, де азот потрапляє до циклу сечовини, а піруват використовується для вироблення глюкози.
Глюкозо-аланіновий цикл є менш продуктивним за цикл Корі, в якому використовується лактат, оскільки побічним продуктом вироблення енергії з аланіну є сечовина. Видалення сечовини є енергозалежним, потребує чотирьох «високоенергетичних» фосфатних зв'язків (3 АТФ гідролізуються до 2 АДФ і однієї АМФ), таким чином, кількість чистої виробленої АТФ менша, ніж у циклі Корі. Однак на відміну від циклу Корі, зберігається NADH, оскільки не формується лактат. Це дозволяє йому окислюватися через електронтранспортний ланцюг.
Дослідження продемонстрували клінічну значимість глюкозо-аланінового циклу в розробці нових методів лікування захворювань печінки та раку.

## Реакції
Оскільки скелетні м'язи не в змозі використовувати цикл сечовини для безпечної утилізації іонів амонію, що утворюються при розпаді амінокислот із розгалуженим ланцюгом, вони повинні позбутися від них іншим способом. Для цього амоній з'єднується з вільним α-кетоглутаратом через реакцію трансамінування в клітині, утворюючи глутамат і α-кетокислоту. Аланінамінотрансаміназа (ALT), також відома як Глутаміно-піровиноградна трансаміназа (GPT), потім перетворює глутамат назад на α-кетоглутарат, на цей раз переносячи амоній на піруват, що виникає в результаті гліколізу, утворюючи вільний аланін. Аланінова амінокислота діє як шатл (англ. molecular shuttle) — вона залишає клітину, потрапляючи в кровотік, а потім до гепатоцитів у печінці, де весь цей процес повторюється навпаки. Аланін піддається реакції трансамінування з вільним α-кетоглутаратом з утворенням глутамату, який потім дезамінується з утворенням пірувату і, в кінцевому рахунку, вільного іона амонію. Гепатоцити здатні метаболізувати токсичний амоній за допомогою циклу сечовини, таким чином позбуваючись від нього безпечно. Успішно забравши з м'язових клітин іони амонію, цикл забезпечує глюкозою клітини позбавлених енергії скелетних м'язів. Піруват, утворений дезамінуванням глутамату в гепатоцитах, піддається глюконеогенезу з утворенням глюкози, яка потім надходить до кровотоку і транспортується до тканин скелетних м'язів, таким чином забезпечуючи їх необхідним джерелом енергії.

## Функція
Глюкозо-аланіновий цикл у кінцевому підсумку служить методом позбавлення м'язової тканини від токсичного іона амонію, а також опосередкованим забезпеченням глюкозою м'язової тканини, позбавленої енергії. Під час тривалого голодування скелетні м'язи можуть руйнуватися задля використання їх як джерела енергії для доповнення глюкози, що утворюється в результаті розпаду глікогену. При розщепленні амінокислот із розгалуженими ланцюгами утворюється вуглецевий скелет, який використовується для енергетичних цілей, а також вільні іони амонію. Однак його присутність і фізіологічне значення у наземних хребетних тварин, які не є ссавцями, неясне. Наприклад, хоча деякі риби використовують аланін як носій азоту, цикл навряд чи відбудеться через повільну швидкість обміну глюкози та менше вивільнення аланіну з м'язової тканини.
Глюкозо-аланіновий цикл також служить іншим цілям, таким як переробка вуглецевих скелетів у скелетних м'язах і печінці і участь у транспортуванні амонію до печінки та перетворенні на сечовину.
Дослідження продемонстрували, що глюкозо-аланіновий цикл може відігравати пряму роль у регуляції печінкового мітохондріального окислення, особливо в періоди тривалого голодування. Печінкове мітохондріальне окислення є ключовим процесом у метаболізмі глюкози і жирних кислот, із залученням циклу трикарбонових кислот і окисного фосфорилювання, для утворення АТФ. Розуміння факторів, які впливають на мітохондріальне окиснення в печінці, представляє великий інтерес через його функцію в посередництві захворювань, таких як неалкогольна жирова хвороба печінки, неалкогольний стеатогепатит і цукровий діабет II типу. Наразі активні дослідження намагаються використати регуляторну роль печінкового мітохондріального окислення задля розробки як цільових, так і нецільових методів лікування таких захворювань. Глюкозо-аланіновий цикл може бути одним із цих ключових факторів. Дослідження, проведене як на гризунах, так і на людях, показало, що зниження обміну аланіну протягом 60-годинного періоду голодування дійсно корелює з помітним зниженням мітохондріального окислення в печінці в порівнянні з суб'єктами, які голодували протягом ночі 12-годин. Рівень окисної активності було кількісно визначено головним чином шляхом моніторингу рівня потоку цитратсинтази (VCS), важливого ферменту в процесі мітохондріального окислення. Щоб підтвердити, чи має глюкозо-аланіновий цикл причинно-наслідковий зв'язок зі спостережуваним ефектом, другій групі піддослідних, які піддалися таким самим умовам голодування, згодом ввели дозу L-аланіну. У піддослідних, які голодували протягом 60 годин, було виявлено помітне збільшення печінкового мітохондріального окислення, що підтвердило цей зв'язок.
Глюкозо-аланіновий цикл також може мати значне клінічне значення в онкологічному (раковому) патогенезі. Нещодавно було проведено дослідження ролі глюкозо-аланінового циклу в метаболічному перепрограмуванні гепатоцелюлярної карциноми (ГЦК). ГЦК є найпоширенішою формою раку печінки і третьою за поширеністю причиною смертей від раку в усьому світі. Пошук альтернативних варіантів лікування залишається прибутковою сферою досліджень, оскільки наявні в даний час терапевтичні засоби (операція, променева терапія, хіміотерапія) зазвичай мають серйозні побічні ефекти та/або низьку ефективність при ГЦК. Однією з загальних характеристик багатьох нових альтернативних та/або додаткових методів лікування є націлення на клітинний метаболізм ракових клітин через їх загальний гіперметаболічний стан, що сприяє швидкому росту та проліферації. У поєднанні зі споживанням глюкози набагато швидше, ніж здорові клітини, ракові клітини в значній мірі покладаються на метаболізм амінокислот, щоб задовольнити свої жадібні харчові потреби. Дослідники, які беруть участь у цьому дослідженні, припускають, що екзогенний аланін, оброблений через глюкозо-аланіновий цикл, є одним з альтернативних джерел енергії для клітин ГЦК в середовищі з дефіцитом поживних речовин і що цю залежність можна використовувати для цільової терапії. Щоб продемонструвати це експериментально, клітини ГЦК культивували in vitro в середовищі, бідному на поживні речовини, а потім забезпечували аланіном. Аланіну було достатньо, щоб сприяти росту клітин ГЦК в цих умовах — явище, яке називається метаболічним перепрограмуванням. Далі вони провели серію експериментів із надмірною експресією та втратою функцій і визначили, що саме аланінамінотрансфераза 1 (АлАТ1) є ізомером АлАТ, що в першу чергу бере участь в обміні аланіну в клітинах ГЦК, що узгоджується з попередніми висновками, що АлАТ1, як правило, виявляється в печінці. Вони продовжували обробляти метаболічно перепрограмовані клітини ГЦК берберином, природним інгібітором АлАТ1; спостережуваний ефект полягав у пригніченні виробництва АТФ і, згодом, зростання ракових клітин, що постачаються аланіном. Їхнє дослідження продемонструвало, що компоненти глюкозо-аланінового циклу, зокрема АлАТ1, можуть бути хорошим вибором як мішень для альтернативної терапії ГЦК, і що берберин, як рослинний селективний інгібітор АлАТ1, має потенціал для використання в таких нових ліках. Концепція аланіну як альтернативного палива для ракових клітин була аналогічно продемонстрована в інших дослідженнях, проведених на ракових клітинах підшлункової залози.